# Baía do Refugo
A baía do Refugo onde se integra a Zona Balnear do Refugo é uma baía portuguesa localizada na costa sul da ilha Terceira, na freguesia de Porto Judeu, município de Angra do Heroísmo, ilha Terceira, Açores.
Trata-se de uma zona balnear costeira cuja formação geológica teve origem na erupção do vulcão do Algar do Carvão, dado as lavas deste vulcão terem escorrido até ao mar atingindo a costa desde a localidade da Serretinha, freguesia da Feteira até ao Porto Judeu formando toda uma zona de terra queimada caracterizada pelas suas pedras de basalto negro de grandes dimensões misturadas com grandes quantidades de escorias.
Ao chegar ao mar esta corrente de lava deu origem a algumas baías destacando-se entre elas a Baía do Refugo que se antigamente foi varadouro piscatório, actualmente é uma zona balnear com piscina natural e dotada de área para jogos.
No dia 28 de agosto de 1893 um furacão, a maior tempestade de que há memória nos Açores provocou grande enchente de mar e em conjunto com fortes ventos arruinou casas, igrejas e palheiros. Também os portos foram severamente atingidos com perda de embarcações. Os danos deste furacão ainda são visíveis nalguns pontos da costa, nomeadamente na antiga, e hoje abandonada, Igreja Velha de São Mateus da Calheta, e nas ruínas da Baía do Refugo.
A baía do Refugo é classificada pelo Governo Regional dos Açores como zona balnear do tipo 1, enquadrando-se nas zonas equipadas com uso intensivo, adjacentes ou não a aglomerados urbanos que detêm um nível elevado de infra-estruturas, apoios e ou equipamentos destinados a assegurar os serviços de utilização pública; segundo o Decreto Regulamentar Regional n.º 1/2005/A de 15 de fevereiro de 2005.